# Kościół w tajemnicy odkupienia
Kościół w tajemnicy odkupienia. Interpretacja Vaticanum II – zbiór artykułów i referatów naukowych Karola Wojtyły dotyczących Soboru Watykańskiego II, pochodzących z lat 1965-1977.
Część pism nie była wcześniej publikowana, ich zebrania i opracowania podjął się ks. Andrzej Dobrzyński z Ośrodka Dokumentacji i Studium Pontyfikatu Jana Pawła II w Rzymie.
Książka, licząca blisko 500 stron, zawiera cztery rozdziały. W pierwszym zgromadzono teksty omawiające całokształt doktryny Vaticanum II. Drugi rozdział dotyczy przede wszystkim Konstytucji dogmatycznej o Kościele Lumen gentium.  W trzecim rozdziale zamieszczono teksty Wojtyły dotyczące problematyki zawartej w Konstytucji Gaudium et spes oraz Deklaracji o wolności religijnej Dignitatis humanae. Czwarty rozdział zawiera pisma soborowe o charakterze pastoralnym.
Kościół w tajemnicy odkupienia. Interpretacja Vaticanum II stanowi bezcenną pomoc w interpretacji nauczania soborowego i stanowi ważne uzupełnienie wcześniejszej monografii Karola Wojtyły Odnowa Kościoła i świata.
Zdaniem autora wstępu,  prof. Adama Kubisia, bliskiego współpracownika Karola Wojtyły, niniejsza publikacja dotyka: 

(...) głębszych teologicznych podstaw zróżnicowanej interpretacji nauczania soborowego. (…) Nie ulega najgłębszej wątpliwości, że błędna jest orientacja, która w interpretacji Soboru odwołuje się do ducha z pominięciem treści jego tekstów. Litera i duch bowiem w nauczaniu Vaticanum II, zwłaszcza odnośnie problemów eklezjologicznych, wzajemnie się uzupełniają i potwierdzają. (…) Należą się zatem wyrazy głębokiej wdzięczności księdzu doktorowi Andrzejowi Dobrzyńskiemu, dyrektorowi Ośrodka Dokumentacji i Studium Pontyfikatu Jana Pawła II w Rzymie, za zebranie i krytyczne wydanie tekstów kardynała Karola Wojtyły, prezentujących nauczanie Soboru Watykańskiego II, a przez to udostępnienie ich opinii publicznej Kościoła powszechnego i w Polsce.